# Faucon de l'Amour
Falco amurensis
Espèce
Répartition géographique
- Nidification
- Migration hivernale

Statut CITES
Statut de conservation UICN

 LC  : Préoccupation mineure
Le Faucon de l'Amour (Falco amurensis) est une petite espèce de rapaces de la famille des Falconidae.
Il niche dans le sud-est de la Sibérie et dans le nord de la Chine, avant de migrer en grands groupes au travers de l'Inde et de la mer d'Arabie pour hiverner sur les côtes  de l'Afrique Australe et de l'Afrique de l'est

## Description
Les mâles sont caractéristiquement d’un gris sombre cendré sur le dessus tandis que leurs cuisses et dessous de la queue sont roux. En vol, la doublure de l’aile apparaît blanche, contrastant avec les plumes généralement plus sombres des ailes.
Les adultes mâles de l’espèce du « Faucon Kobez » (Red-footed falcon) ont une doublure d’aile gris foncé. En Afrique, les mâles peuvent être confondus avec un « Autour Gabar » atteint de mélanisme, mais le châtain sur le dessous de la queue est distinctif.
Également, il pourrait y avoir quelques ressemblances superficielles avec le « Faucon Concolore » et le « Faucon Ardoisé » mais ces deux espèces possèdent des serres ainsi que leur cire jaune. Les ailes sont grandes chez la plupart des faucons (avec une envergure de 63-71cm en moyenne) et au repos, le bout des ailes atteint ou dépasse juste derrière le bout de la queue.
Les femelles peuvent être plus compliquées à identifier puisque partageant un paterne commun à de nombreux faucons. Elles sont tout de même identifiables grâce au contour de leurs yeux orange, à leur cire rouge et à leurs pattes rouge orangé. Les jeunes peuvent être confondus seulement avec ceux de l’espèce des « Faucons Kobez » mais ne possèdent pas la grosse couche de duvet sous les ailes.

## Taxonomie
Le Faucon d'amour a longtemps été considéré comme une sous-espèce ou "Morph" du Faucon Kobez, mais il est aujourd'hui considéré comme une espèce à part entière.
Tout de même, il reste le relatif le plus proche du Kobez ; Leurs relations avec les autres faucons est davantage énigmatique. Morphologiquement ils se trouvent entre les Crécerelles et les Faucons Hobereau. Les séquences d'ADN n'ont pas pu répondre d'avantage à la question, notamment à cause d'un manque d'échantillons viables,,.
Le génitif Falco provient du vieux Latin et est dérivé depuis falx, falcis, de la faucille, faisant référence aux serres de l'oiseau. Le nom de l'espèce Armurensis provient du "Mandchourie-Extérieure" dans le sud-est de la Sibérie.

## Distribution et Migration
Le faucon d’Amour se reproduit de l’est de l’Asie, du Transbaïkalie, du Manchourie-extérieur, des régions nord de la Mongolie à quelques parties de la Corée du Nord. Ils migrent en grand groupes à travers l’Inde et le Sri Lanka, parfois plus à l’est par la Thaïlande et le Cambodge, et enfin au-dessus de la mer d’Arabie, parfois dans les Maldives et d’autres îles afin d’atteindre l’Afrique Australe.
On pense que les oiseaux qui survolent l'Inde bénéficient des forts vents soufflant vers l'ouest. Ces vents sont forts à environ 3 000m d'altitude et les oiseaux voleraient à plus de 1 000 m d'altitude pendant la migration. La route empruntée pour retourner vers leurs aires de reproduction se dirige légèrement plus vers le nord. En raison de sa tendance à parcourir de longues distances au-dessus de l'océan pendant sa migration, ce faucon a été observé dans des endroits bien au-delà de son aire de répartition habituelle, notamment en Italie, en Suède, à l’Archipel Tristan da Cunha, à Sainte-Hélène et au Royaume-Uni.

## Biologie et Comportement

### Alimentation
Le faucon de l'Amour se nourrit principalement tard le soir ou tôt le matin, capturant une grande variété d'insectes dans les airs ou au sol. Il capture la plupart de ses proies en vol, parfois en vol stationnaire, mais il peut également se poser au sol. Son régime hivernal semble être presque entièrement composé d’insectes, mais il consomme également des petits oiseaux, des mammifères et des amphibiens pour nourrir ses petits dans son lieu de reproduction. Les pluies en Afrique produisent des essaims de termites, de criquets, de fourmis et de coléoptères qui lui fournissent une nourriture abondante.
Sa migration au-dessus de la mer d'Arabie coïncide avec celle des libellules (Pantala flavescens), qui lui fourniraient de la nourriture pendant la partie la plus difficile de son parcours migratoire,.

### Nidification

Femelle dans une prairie au Maharashtra, en Inde

Pendant la migration, ils séjournent dans les forêts claires ou les prairies, se perchant en colonies sur des perchoirs ou des fils électriques exposés. Leurs habitats de reproduction sont composés de zones boisées ouvertes avec des marais. La saison de reproduction s'étend de mai à juin et plusieurs couples peuvent nicher à proximité les uns des autres. Les nids abandonnés appartenant à des oiseaux de proie ou à des corvidés, et même les creux des arbres, sont réutilisés pour la nidification. Trois ou quatre œufs sont pondus (à deux jours d'intervalle). Les deux parents se relaient pour couver et nourrir les poussins, qui éclosent au bout d'un mois environ. Les jeunes oiseaux quittent le nid après un mois environ.

### Parasites
Le faucon de l'Amour héberge trois espèces de puces, Degeeriella rufa, Colpocephalum subzerafae et Laembothrion tinnunculi.

## Statut et conservation
La vaste aire de reproduction et l'importante population de faucons de l'Amour ont conduit à classer l'espèce dans la catégorie « préoccupation mineure ». Cependant, leur comportement grégaire pendant la migration et leur densité de population les exposent à la chasse et à d'autres menaces. Lors de leur migration depuis leur zone de reproduction vers leurs zones d'hiver, ils sont dodus et en conséquence, chassés pour leur chair dans certaines régions du nord-est de l'Inde et d’Afrique de l'Est,.

En 2012, le piégeage et la capture massive de faucons de l'Amour migrateurs dans le village de Pangti, au Nagaland (Inde), ont été rapportés dans les médias et une campagne efficace a été lancée pour empêcher leur abattage. Dans le cadre de cette campagne, trois oiseaux ont été équipés de 5 émetteurs satellites « gm », ce qui a permis de les suivre pendant leur migration.

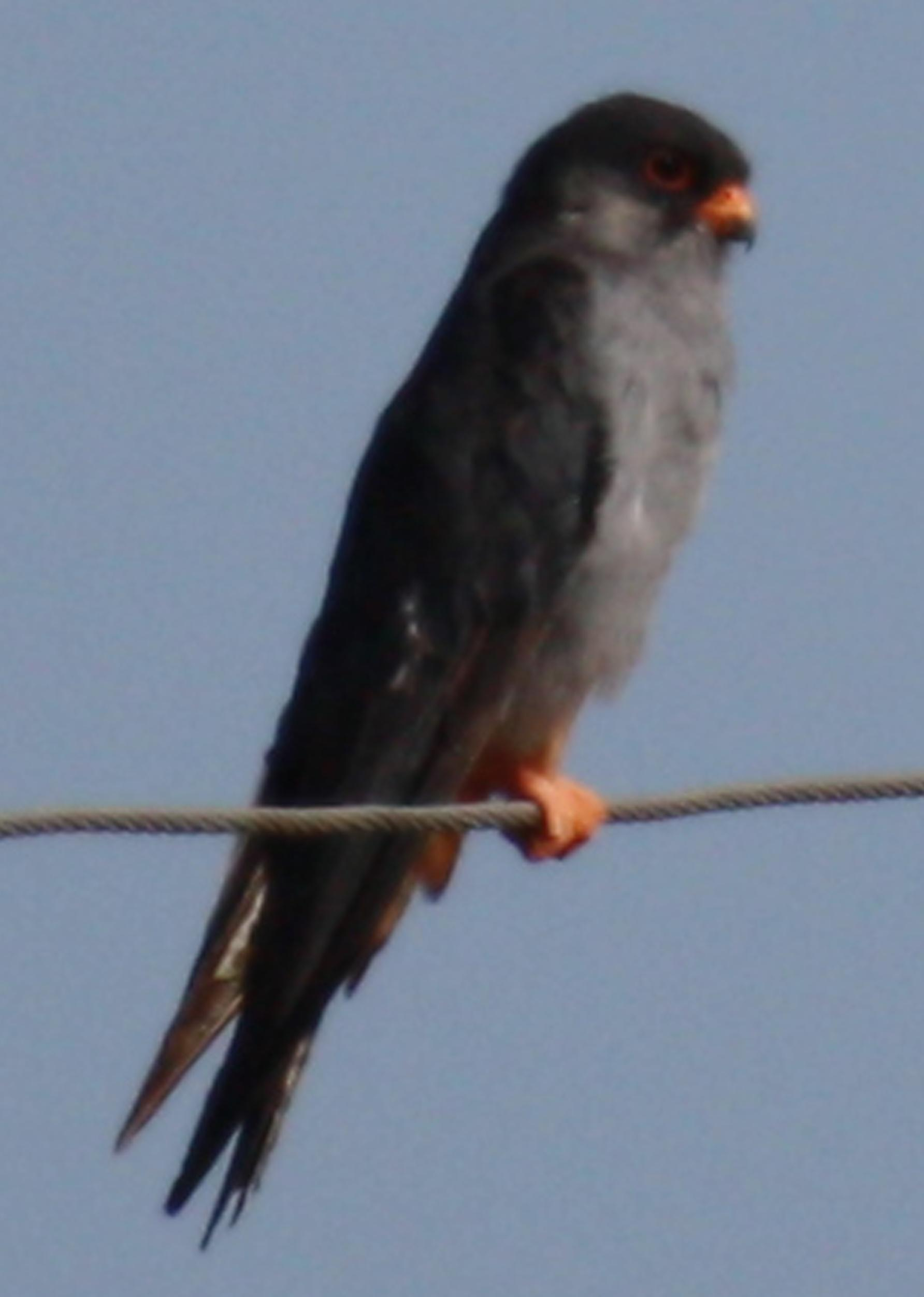
Un mâle, prit en Mongolie

Une étude sur les raisons qui ont contribué à transformer les chasseurs de faucons de l'Amour en protecteurs à Pangti, suggère qu'un leadership fort et un partage des responsabilités entre les différents villages ont joué un rôle clé. L'étude a révélé que les dirigeants locaux ont su gérer avec succès les luttes de pouvoir contre les fonds limités des ONG et du gouvernement, ce qui a conduit à un effort de conservation. Les éloges des médias, les récompenses et le développement du tourisme ont suscité un sentiment de fierté au sein de la communauté, contribuant à un changement d'attitude envers la conservation.
Ces efforts ont également eu des retombées positives, notamment l'interdiction des armes à air comprimé et la réduction des saisons de chasse. Cependant, les villageois continuent de rechercher des opportunités de développement dans le cadre de l'accord de conservation. Pour une durabilité à long terme, il est essentiel d'instaurer la confiance en respectant les institutions locales et en engageant des négociations équitables et transparentes.